# ديفيد ريتشي
ديفيد ريتشي (بالإنجليزية: David Richie)‏ هو لاعب كرة قدم أمريكية أمريكي، ولد في 26 سبتمبر 1973 في أورانج في الولايات المتحدة.

## وصلات خارجية
- ديفيد ريتشي على موقع مرجع كرة القدم المحترفة.كوم (الإنجليزية)
- ديفيد ريتشي على موقع JustSportsStats.com (الإنجليزية)
- ديفيد ريتشي على موقع كلية كرة القدم في سبورتس رفرنس.كوم (الإنجليزية)